# 桑田俊晴
桑田 俊晴（くわた としはる、1915年10月3日 - 1997年2月3日）は、日本の経営者。関西ペイント社長、会長を務めた。鳥取県出身。

## 経歴・人物
1936年に山口高等商業学校を卒業し、同年に関西ペイントに入社した。1967年に取締役に就任し、常務、専務、副社長を経て、1978年に社長に就任し、1983年から会長に就任した。
1986年に勲三等瑞宝章を受章。
1997年2月3日心不全のために死去。81歳没。